# NGC 6697
NGC 6697 ist eine elliptische Galaxie vom Hubble-Typ E im Sternbild Herkules am Nordsternhimmel. Sie ist schätzungsweise 218 Millionen Lichtjahre von der Milchstraße entfernt.
Das Objekt wurde am 2. Juli 1864 von Albert Marth entdeckt.